# Giuseppe Sapia
Giuseppe Sapia (Caltanissetta, 4 febbraio 1928 – Caltanissetta, 28 maggio 2010) è stato un politico italiano, sindaco di Caltanissetta dal 1974 al 1975.